# Авионска несрећа у Крешеву 1977.
Авионска несрећа у Крешеву 18. јануара 1977. била је удес авиона „Лирџет 25Б” који се срушио на планину Инач, у близини села Бјеловићи, код Крешева. Том приликом погинуло је свих 8 путника и чланова посаде авиона, међу којима је био Џемал Биједић (1917—1977) председник Савезног извршеног већа (премијер) СФР Југославије.

## Пад авиона и потрага
У уторак 18. јануара 1977. Џемал Биједић и његова супруга Разија, заједно са другим високим државним и партијским функционерима, присуствовали су на војном аеродрому у Батајници испраћају председника СФРЈ Јосипа Броза Тита у посету Либији и Египту. Услед поледице на писти, Титов авион је каснио у одласку пуна два сата, а након што је коначно отпутовао за Триполи, на аеродром у Батајници је са аеродрома у Сурчину долетео Биједићев авион „Лирџет 25Б” са којим је полетео у Сарајево, где је требало да присуствује седници Централног комитета Савеза комуниста Босне и Херцеговине. Заједно са Биједићем, путници у авиону су били — његова супруга Разија Биједић, подсекретар СИВ др Смајо Хрле, лични пратилац Зијо Аликалфић и домаћица у резиденицији Анђелка Музичка, као и чланови посаде авиона — капетан Стеван Лека, копилот Мурат Ханић и авиомеханичар Илија Јевђеновић.
Око пола 11 авион је са батајничког аеродрома полетео за Сарајево, а у 10:54 је изгубио везу са контролом лета у Сарајеву и Београду. Према налазу државне комисије за испитивање узрока удеса, грешком пилота или услед квара мерних инструмената, авион се удаљио за око 6 километара од процедуром предвиђене путање, након чега је услед снижавања висине лета испод прописаног за овај сектор дошло до несреће — авион је ударио у планину Инач, у близини села Бјеловићи, код Крешева. Одмах по губитку везе са посадом авиона кренула је потрага за авионом. Најпре је извршена провера да ли је авион слетео на неки други аеродром и извештени су председник Председништва СР Босне и Херцеговине Ратко Дугоњић и председник Централног комитета Савеза комуниста Босне и Херцеговине Бранко Микулић, након чега је оформљен Штаб за акцију трагања за несталим авионом на чијем челу се налазио републички секретар за унутрашње послове Мато Андрић. Аеродром Титоград је обавестио Републички СУП БиХ да је авион слетео код њих, због чега је потрага била привремено обустављена, али се убрзо установило да је у питању грешка, јер је у Титоград слетео други авион.
СУП Босне и Херцеговине је свим органима за унутрашње послове упутио депешу да одмах предузму хитне мере трагања за несталим авионом, а два хеликоптера са радницима републичке службе безбедности упућена су ради претраживања терена Крешева, Кисељака, Фојнице, Хаџића и Коњица, јер се у моменту прекида везе авион налазио изнад тог подручја. Услед снега, магле и ветра хеликоптерска потрага је била веома отежана. Око 13 часова у СУП Крешево дошла је Алмаса Бејтић из села Бјеловићи и пријавила како је око 11 часова, док налазила на врху брда Инач, где поседује планинску колибу у којој држи стоку, видела пад авиона. Она је дозивањем покушала да утврди да ли има преживелих, али након што је видела да нема преживелих, одлучила ја да крене у милицију како би пријавила несрећу.
Одмах потом група милиционера из Крешева је са санитетском екипом кренула ка месту несреће, а убрзо потом на место несреће је био упућен и хеликоптер са лекаром и радницима Службе безбедности на челу са руководиоцем СДБ РСУП БиХ. Како је временска ситуација онемогућавала употребу више хеликоптера, а употреба моторних возила није била могућа због лоших путева, једна група пристиглих функционера кренула је пешице према месту несреће. Међу републичким функционерима, који су дошли на место несреће били су — секретар Извршног комитета ЦК СК БиХ Никола Стојановић, председник Извршног већа Скупштине СР БиХ Миланко Реновица и председник Републичког одбора СУБНОР БиХ Нико Михаљевић. Након доласка прве екипе за спасавање на место несреће, око 14:30 часова, установљено је да су погинули сви путници и чланови посаде, а да је авион потпуно уништен и да су његови делови разбацани на површини од неколико стотина квадратних метара. Одмах потом, обезбеђен је терен и онемогућен приступ свим непознатим лицима, а потом су обележена места где су се налазила тела страдалих.
Услед лоших метеоролошких услова и тешког географског положаја, као и наступања ноћи, детаљан увиђај, индентификација и евакуација тела погинулих одложени су за сутрадан 19. јануара 1977. године.